# Большеголовый голец
Большеголовый голец (лат. Salvelinus confluentus) — пресноводная лучепёрая рыба семейства лососёвых, распространённая вдоль северо-западного Тихоокеанского побережья Северной Америки (северо-западные штаты США и западная Канада) от Аляски до северной Калифорнии. Чувствительна к изменениям среды обитания, Международным союзом охраны природы присвоен статус уязвимого вида (1996).

## Внешний вид
Крупный голец с характерно крупной головой и массивными челюстями, за которые получил своё английское название bull trout, и слабо выраженной вилочкообразной разветвлённостью хвоста. Средняя длина взрослой особи 72 см, размеры обычно варьируют от 58 до 86 см. Максимальная зафиксированная длина тела с хвостом 103 см, максимальная зафиксированная масса тела 14,5 кг.
Общая окраска тела оливково-зелёная или синевато-серая, в озёрах может быть серебристой на боках; вдоль боков и спины бледные круглые пятна красного, оранжевого, розового или жёлтого цвета. Характерное отличие от других видов лососёвых в пределах ареала — отсутствие чёрных пятен и отметин на спинном плавнике.

## Образ жизни
Пресноводная рыба, которая в зависимости от географии и возраста может демонстрировать разные виды миграционного поведения — от немигрирующих популяций в отдельных реках и ручьях до анадромной популяции на юго-западе Британской Колумбии. Предпочтительная среда обитания — глубокие водоёмы (озёра и реки) с холодной водой, чаще всего высоко в горах, вблизи снежников и ледников. Для нормального функционирования большеголового гольца вода в водоёме должна быть не только холодной, но и чистой, что позволяет рассматривать рыб этого вида как индикатор для оценки общего здоровья экосистемы.
Прожорливый хищник, в рацион которого при возможности входят другие рыбы. Нерестится обычно ежегодно или раз в два года, обычное время нереста между августом и ноябрём (реже до декабря); нерестовый бугор выкапывает в чистом гравии, самка откладывает за раз около 5000 икринок. Инкубационный период — до 210 дней, после рождения мальки проводят от одного до четырёх лет в родном ручье, после чего мигрируют в более крупную реку, озеро или прибрежную морскую акваторию для дальнейшего роста. Зрелости рыба обычно достигает в возрасте от четырёх до семи лет.

## Ареал и охранный статус
Коренной обитатель северо-запада Тихоокеанского побережья Северной Америки, обитает в реках, впадающих в Тихий и Северный Ледовитый океан, включая также часть бассейна Миссури, в диапазоне широт от 39° до 61° с. ш.. Южная граница ареала определяется как верховья бассейна Колумбии в Северной Неваде и бассейн реки Макклауд в Северной Калифорнии, северная граница — юг Юкона и Северо-Западных территорий по одним источникам, Аляска по другим. В основном встречается во внутренних водоёмах, преимущественно западнее Американского континентального водораздела (исключение составляют восточные склоны гор в Альберте), достигая собственно побережья Тихого океана только на юго-западе Британской Колумбии и на северо-западе штата Вашингтон.
До начала XX века большеголовый голец был распространённой рыбой, встречавшейся повсеместно в горах и предгорьях на западе США и Канады. В XX веке, однако, его численность снизилась, а ареал стал фрагментированным. Численность большинства изолированных популяций падает. В конце 1980-х — начале 1990-х годов вид оценивался как редкий (англ. rare), а в 1996 году получил от Международного союза охраны природы статус уязвимого. Основную угрозу виду представляет постепенная деградация среды обитания в результате человеческой деятельности (строительство плотин, гидроэлектростанций, загрязнение водоёмов отходами горнодобывающей промышленности, коммерческая вырубка лесов); большеголовому гольцу также приходится выдерживать конкуренцию с инвазивным американским гольцом. Хотя большеголовый голец остаётся объектом спортивной рыбалки, в Канаде предпринимаются меры по его защите и ограничению вылова.